# Unitat equivalent a un àlbum
La unitat equivalent a l'àlbum, o l'àlbum-equivalent, és una unitat de mesura a la indústria musical per definir el consum de música que equival a la compra d'una còpia física de l'àlbum. Aquest consum inclou descàrregues de cançons i streaming a més de les vendes tradicionals d'àlbums.
La unitat equivalent a l'àlbum es va introduir a mitjans de la dècada de 2010 com a resposta a la caiguda de les vendes d'àlbums al segle XXI, tot i que té precedents anteriors. Les vendes d'àlbums es van reduir més de la meitat entre el 1999 i el 2009, passant d'una indústria de 14.600 milions de dòlars a 6.300 milions. Per exemple, els únics àlbums que van arribar a ser platí als Estats Units el 2014 van ser la banda sonora de la pel·lícula Frozen i el de Taylor Swift 1989, mentre que els treballs de diversos artistes ho van tenir el 2013.
L'ús de les unitats equivalents a l'àlbum va canviar les llistes del rànquing dels "àlbums més venuts" al rànquing dels "àlbums més populars". La Federació Internacional de la Indústria Fonogràfica (IFPI) ha utilitzat la unitat equivalent a l'àlbum per mesurar el seu Artista de gravació global de l'any des del 2013.

## Terminologia
El terme unitat equivalent a l'àlbum havia estat utilitzat per la Federació Internacional de la Indústria Fonogràfica (IFPI) abans que comencés l'era del streaming. Entre 1994 i 2005, l'IFPI comptava tres senzills físics com a equivalent d'una unitat d'àlbum en el seu informe anual de Recording Industry in Numbers (RIN). El terme va ser reintroduït per l'IFPI el 2013 per mesurar el seu <i>Artista de gravació global de l'any</i>. En aquest moment, les unitats equivalents a l'àlbum ja incloïen descàrregues i reproduccions de música. Un terme alternatiu d'unitat equivalent d'àlbum és unitat de vendes més streaming (SPS), que va ser introduït per la revista Hits.

## Ús en rànquings de discos i certificacions

### Estats Units
A partir de l'edició del 13 de desembre de 2014, la llista d'àlbums Billboard 200 va revisar la seva metodologia de classificació amb unitats equivalents a àlbums en lloc de vendes d'àlbums purs. Amb aquesta revisió, el Billboard 200 inclou la transmissió a la carta i les vendes de pistes digitals (segons les anàlisis fetes per Nielsen SoundScan) a través d'un nou algorisme, que utilitza dades de tots els principals serveis de subscripció d'àudio sota demanda, com ara Spotify, Apple Music, Google Play, YouTube i, abans, Xbox Music. Conegut com a TEA (àlbum equivalent a la pista) i SEA (àlbum equivalent a streaming) quan es va implementar originalment, 10 vendes de cançons o 1.500 reproduccions de cançons d'un àlbum es van considerar equivalents a una compra de l'àlbum. Billboard continua publicant un gràfic de vendes d'àlbums purs, anomenat Top Album Sales, que manté la metodologia tradicional Billboard 200, basada exclusivament en les dades de vendes de Nielsen SoundScan. L'àlbum 1989 de Taylor Swift va ser el primer que va encapçalar la llista amb aquesta metodologia, generant 339.000 unitats equivalents a àlbums (281.000 unitats provenien de vendes d'àlbums purs). Al número de Billboard del 8 de febrer de 2015, Ara això és el que anomeno música! 53 es va convertir en el primer àlbum de la història que no va tenir la primera posició del Billboard 200 tot i ser l'àlbum més venut de la setmana.
De la mateixa manera, la Recording Industry Association of America, que prèviament havia certificat àlbums basats en unitats venudes a botigues minoristes, va començar a factoritzar la transmissió per a les seves certificacions el febrer de 2016.
Resum de la RIAA per format, en milions de còpies anuals.
- Vinil
- Cassette
- CD
- Descàrregues
- Altres

El juliol de 2018, Billboard i Nielsen van revisar les ràtios utilitzades per a les unitats d'àlbums equivalents en temps real per tenir en compte el valor relatiu de les reproduccions en serveis de música de pagament com Apple Music o Amazon Music Unlimited en comparació amb plataformes de música i vídeo compatibles amb anuncis com ara el nivell gratuït de Spotify i YouTube. Amb les proporcions d'equivalent d'àlbum actualitzades, 1.250 reproduccions d'àudio premium, 3.750 reproduccions compatibles amb anuncis o 3.750 reproduccions de vídeo són iguals a una unitat d'àlbum.

### Regne Unit
Al Regne Unit, la Official UK Charts Company (Companyia de les llistes oficials del Regne Unit) ha inclòs el streaming a la llista d'àlbums del Regne Unit des del març de 2015. El canvi es va decidir després del creixement massiu del streaming; el nombre de cançons reproduïdes al Regne Unit en un any es va duplicar, passant dels 7.500 milions el 2013 a poc menys de 15.000 milions el 2014. Amb la nova metodologia, Official Charts Company agafa els 12 temes més reproduïts d'un àlbum, i les dues millors cançons tenen menys pes perquè la xifra reflecteixi la popularitat de l'àlbum en el seu conjunt en lloc d'un o dos senzills d'èxit. . Etotal ajustat es divideix per 1000 i s'afegeix a la xifra de vendes d'àlbums. In the Lonely Hour de Sam Smith va ser el primer àlbum que va encapçalar la llista amb aquesta regla. De les seves 41.000 unitats equivalents a àlbums, 2.900 unitats provenien del streaming i la resta eren vendes pures. El 2017, el streaming havia representat més de la meitat de les unitats equivalents a àlbums al Regne Unit, segons British Phonographic Industry (BPI).

### Alemanya
A Alemanya, el streaming es va començar a incloure a la llista d'àlbums des del febrer de 2016. No obstant això, la llista alemanya d'àlbums GfK Entertainment Charts s'utilitza per classificar els àlbums en funció dels ingressos setmanals, en comptes de les unitats. Per tant, només es compta la transmissió de pagament i s'ha de reproduir almenys 30 segons. S'han de reproduir almenys 6 pistes d'un àlbum perquè les reproduccions comptin per a l'àlbum, amb 12 pistes com a màxim. De manera semblant a la regla de les llistes del Regne Unit, els fluxos reals de les dues cançons principals no es compten, sinó la mitjana de les cançons següents.

## Respostes i crítiques
Segons Silvio Pietroluongo, vicepresident de llistes i desenvolupament de dades de Billboard, la metodologia d'unitats equivalents d'àlbum "reflecteix la popularitat de l'àlbum al món actual, on la música és accessible a tantes plataformes [i] s'ha convertit en la mesura acceptada de l'èxit de l'àlbum". Els àlbums físics s'han convertit majoritàriament en articles de col·leccionisme, tal com va assenyalar una enquesta de 2016 d' ICM Research, que va trobar que gairebé la meitat de les persones enquestades no van escoltar el disc que van comprar.
A Forbes, Hugh McIntyre va assenyalar que l'ús d'unitats equivalents d'àlbums ha fet que els artistes hagin publicat àlbums amb llistes de cançons excessives. Brian Josephs de Spin va dir: "Si ets un artista pop destacat, àvid de fama o de notorietat, teòricament pots jugar amb el sistema empaquetant fins a 20 cançons en un àlbum i, en el procés, acumular més unitats equivalents i, per tant, les "vendes" d'àlbums, mentre els oients proven l'àlbum.” També va criticar l'àlbum Heartbreak on a Full Moon de Chris Brown, que conté més de 40 cançons.
El columnista de Rolling Stone Tim Ingham va observar les xifres del disc Scorpion de Drake i va trobar que el 63% de les reproduccions de l'àlbum a Spotify provenien de només tres cançons de les 25 cançons que conté. A més, sis cançons van representar el 82% del flux total de l'àlbum, el que significa que només una quarta part de les cançons van determinar l'èxit global de l'àlbum en termes d'unitats equivalents a l'àlbum. Cherie Hu de NPR va considerar que les unitats equivalents de l'àlbum sovint no reflecteixen l'àlbum real perquè donen més pes als senzills més grans d'un àlbum que a totes les pistes del projecte en conjunt.